# The Fettered Woman
The Fettered Woman è un film muto del 1917 diretto da Tom Terriss e interpretato da Alice Joyce. Prodotto dalla Vitagraph Company of America, il film - tratto dal romanzo Anne's Bridge di Robert W. Chambers, pubblicato a New York nel 1914 - uscì nelle sale il 5 novembre 1917.

## Trama
Il dottor Allende si suicida dopo aver perduto tutto il suo denaro (e quello di sua figlia Angelina) in un investimento sbagliato che lo ha portato alla rovina. Angelina viene minacciata da alcuni proprietari terrieri che cercano di rubarle la terra: dopo un attacco, uno degli assalitori resta ucciso e Angelina viene condannata a tre anni di carcere. Quando esce di galera, la ragazza torna ad Anne's Bridge, ma nessuno vuole venire a lavorare per lei. L'unico che risponde ai suoi avvisi, è James, un giovane di New York, che finisce per innamorarsi di lei. Ma Angelina rifiuta il suo amore, nascondendogli il suo passato di carcerata. James, a New York, viene a sapere del passato della ragazza, scoprendo che Angelina è innocente. Ritornato ad Anne's Bridge, James può finalmente conquistare la sua bella.

## Produzione
Il film fu prodotto dalla Vitagraph Company of America.

## Distribuzione
Distribuito dalla Greater Vitagraph (V-L-S-E), il film uscì nelle sale statunitensi il 5 novembre 1917.